# Rivière à Michel Nord
Pour les articles homonymes, voir Michel et Rivière à Michel.
La rivière à Michel Nord est un affluent de la rivière à Michel, coulant dans le territoire non organisé de Mont-Valin, dans la municipalité régionale de comté (MRC) du Fjord-du-Saguenay, dans la région administrative de Saguenay–Lac-Saint-Jean, dans la province de Québec, au Canada. Cette rivière est située dans la partie Nord de la MRC du Fjord-du-Saguenay,.
La foresterie constitue la principale activité économique du secteur ; les activités récréotouristiques sont accessoires considérant l’éloignement géographique et le manque de routes d’accès.
La surface de la rivière à Michel Nord est habituellement gelée de la fin novembre au début avril, toutefois la circulation sécuritaire sur la glace se fait généralement de la mi-décembre à la fin mars.

## Géographie
Les principaux bassins versants voisins de la rivière à Michel Nord sont :
- côté Nord : lac Benoît, rivière Savane, rivière Benoît, rivière Épervanche ;
- côté Est : lac Falconio, rivière Falconio, rivière des Montagnes Blanches, lac Piacouadie ;
- côté Sud : rivière à Michel, rivière Savane, rivière Péribonka, lac Natipi ;
- côté Ouest : rivière à Michel, rivière Savane, rivière Courtois, rivière Péribonka[2].

La rivière à Michel Nord prend sa source à l’embouchure d’un lac non identifié (longueur : 2,2 km ; altitude : 552 m) dans le territoire non organisé de Mont-Valin. L’embouchure de ce lac est située à :
- 2,9 km au Sud-Ouest du lac Benoît ;
- 3,1 km à l’Est du cours de la rivière Savane ;
- 17,9 km au Sud du lac Courtois ;
- 22,4 km à l’Ouest du cours de la rivière des Montagnes Blanches ;
- 14,5 km au Nord-Ouest de l’embouchure de la rivière à Michel Nord (confluence avec la rivière à Michel) ;
- 43,4 km au Nord-Est de l’embouchure de la rivière Savane (confluence avec la rivière Péribonka) ;
- 58,8 km au Nord-Ouest du lac Manouane[2],[4].

À partir de sa source, la rivière à Michel Nord coule sur 17,8 km sur un dénivelé de 22,0 m entièrement en zone forestière, selon les segments suivants :
- 1,9 km vers l’Est, puis le Sud-Est en longeant (côté Sud) une zone de marais et en traversant en traversant un lac (longueur : 1,2 m ; altitude : 548 km), jusqu’à son embouchure ;
- 3,0 km vers le Sud-Est, notamment en traversant trois plans d’eau (respectivement à une altitude de 542 km), jusqu’à l’embouchure du troisième ;
- 3,5 km vers le Sud-Est notamment en traversant trois petits plans d’eau (altitude : 538 km) formé par un élargissement de la rivière, jusqu’à un ruisseau (venant du Nord-Est) ;
- 2,8 km vers le Sud-Ouest en traversant un plan d’eau (altitude : 538 km) formé par un élargissement de la rivière, jusqu’à son embouchure ;
- 4,0 km vers le Sud-Est, notamment en formant une boucle vers l’Est sur sa pleine longueur, jusqu’à son embouchure. Note : Ce plan d’eau comporte une île (longueur : 1,1 km) ;
- 2,6 km vers le Sud-Est en formant quelques boucles, jusqu’à son embouchure[2].

La rivière à Michel Nord se déverse dans une courbe de rivière sur la rive Nord d'une baie d'un lac non identifié lequel est traversé en partie par la rivière à Michel. Cette embouchure est située :
- 26,3 km au Nord-Est du cours de la rivière Péribonka ;
- 11,5 km au Nord-Ouest du lac Piacouadie ;
- 4,9 km à l'Est du lac Maricot ;
- 13,7 km à l’Est de l’embouchure de la rivière à Michel ;
- 35,0 km au Nord-Est de l’embouchure de la rivière Savane ;
- 21,0 km à l’Est d’une baie du lac Natipi ;
- 75,4 km au Nord de l’embouchure du lac Onistagane lequel est traversé par la rivière Péribonka ;
- 163,4 km au Nord-Ouest de l’embouchure du lac Péribonka ;
- 300 km au Nord de l’embouchure de la rivière Péribonka (confluence avec le lac Saint-Jean)[2].

À partir de l’embouchure de la rivière à Michel Nord, le courant traverse sur 3,7 km un lac non identifié, puis descend sur 31,7 km le cours de la rivière à Michel, le cours de la rivière Savane sur km vers le Sud-Ouest, le cours de la rivière Péribonka sur 436,3 km vers le Sud, traverse le lac Saint-Jean sur 29,3 km vers l’Est, puis emprunte sur 155 km le cours de la rivière Saguenay vers l’Est jusqu'à la hauteur de Tadoussac où il conflue avec le fleuve Saint-Laurent.

## Toponymie
Le terme « Michel » constitue un patronyme de famille d’origine française.
Le toponyme de « rivière à Michel Nord » a été officialisé le 5 décembre 1968 à la Banque des noms de lieux de la Commission de toponymie du Québec.